# 斯德哥爾摩皇家音樂學院
斯德哥爾摩皇家音樂學院（瑞典語：Kungliga Musikhögskolan i Stockholm，簡稱KMH）是位於瑞典斯德哥爾摩的教育機構，也是瑞典最古老的音樂高等教育機構，成立於1771年，當時曾是瑞典皇家音樂學院的音樂學院。1971年，該機構於學院獨立出來，現為教育和研究部直屬的公共機構。

## 概要
該機構成立於1771年，最初曾作為瑞典皇家音樂學院的教育機構，被認為是世界上第二古老的音樂學院。然而直到1820年代才開始正式的教學活動。第一座永久性建築是位於新橋灣路的建築，於1877年開幕。由於皇家音樂學院的所有權在1971年終止，這使得音樂學院獲得了「Ackis（皇家音樂學院的暱稱）」的綽號。
當前，音樂學院每年共有大約900名學生在其中學習，涵蓋民間音樂、爵士樂、古典音樂、指揮家、作曲、媒體製作以及各種音樂教育方向的教師培訓。此外，KMH還提供管弦樂指揮、電子音樂創作和鋼琴調音的課程。目前大多數教育項目都是以連續的課程形式提供，使學生獲得學士學位、碩士學位或教科專業學位。此外還提供少量的獨立課程。

## 校舍
自1877年開始，學院便在皇家音樂學院的新橋灣校區活動，直到20世紀50年代初曾計劃在瓦爾哈拉路建造一所新的音樂學院，但該建築群未完全建成。僅有一部分建築「B棟」（B-huset）完工，但其他建築計劃被擱置的主要原因則包括1956年需要將參謀部的騎兵場用於1956年夏季奧林匹克運動會於斯德哥爾摩進行的馬術比賽。 
B棟建於1955-1956年，是由埃里克·拉格達爾和約翰·圖維特根據建築設計競賽圖紙建造。建築為现代主义建筑，並在外立面呈現出柔和的幾何形態。其格局為一座圓形的低矮結構，屋頂由黑色板岩構成，並圍繞著一個綠樹成蔭的庭院。練習室和學習室設施則圍繞著庭院。此外在1971年至2016年間，音樂學院遷入已廢校的瑞典國立師範學校校舍，並設有音樂廳、咖啡館和服務室、花園。D和E棟設有圖書館、計算機室和研究室。位於大學區域的最北端，F棟則作為行政辦公場所使用。
2012年2月7日，城市規劃委員會決定拆除B棟，以便建造新的音樂學院建築。

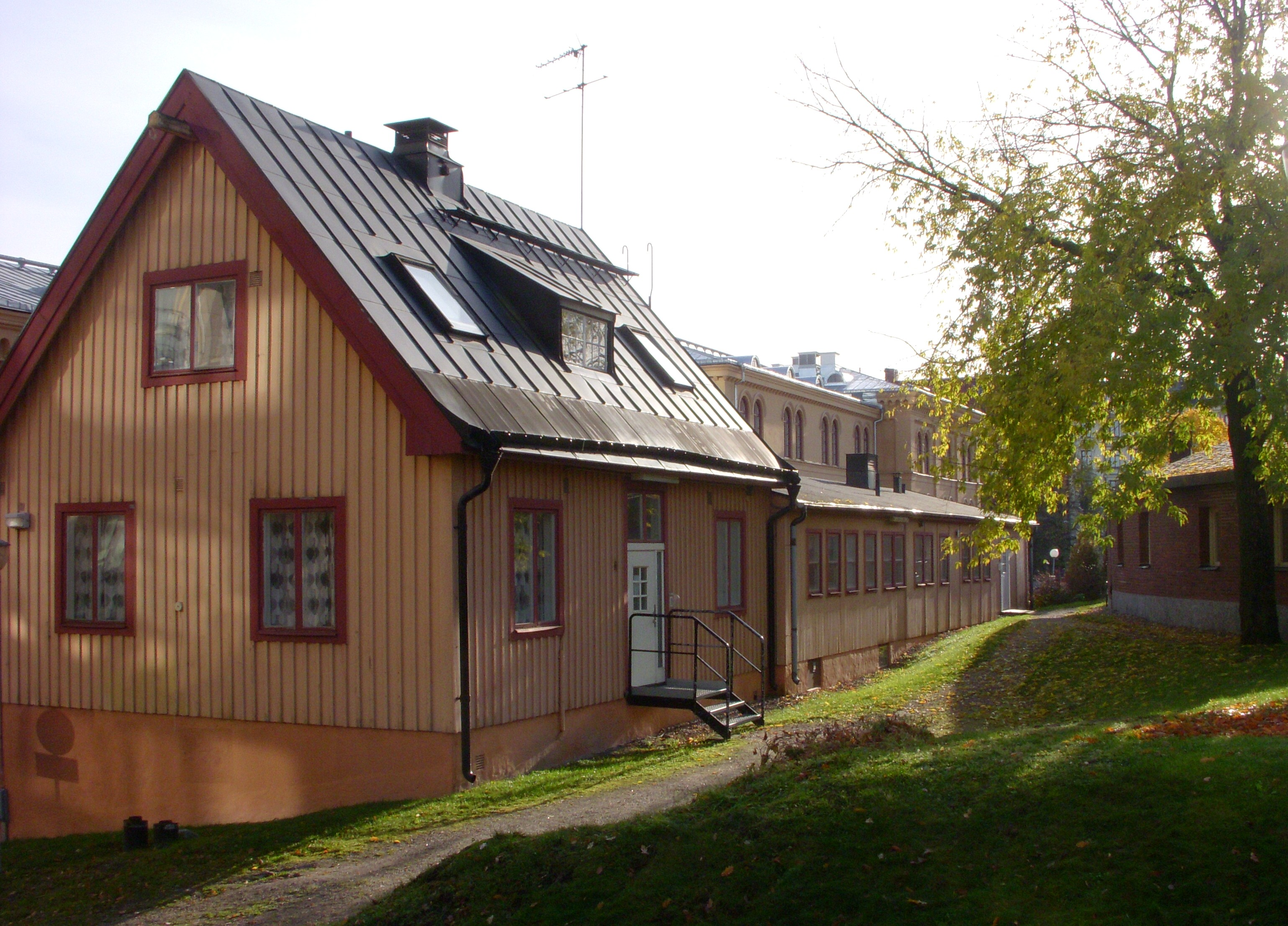
D棟
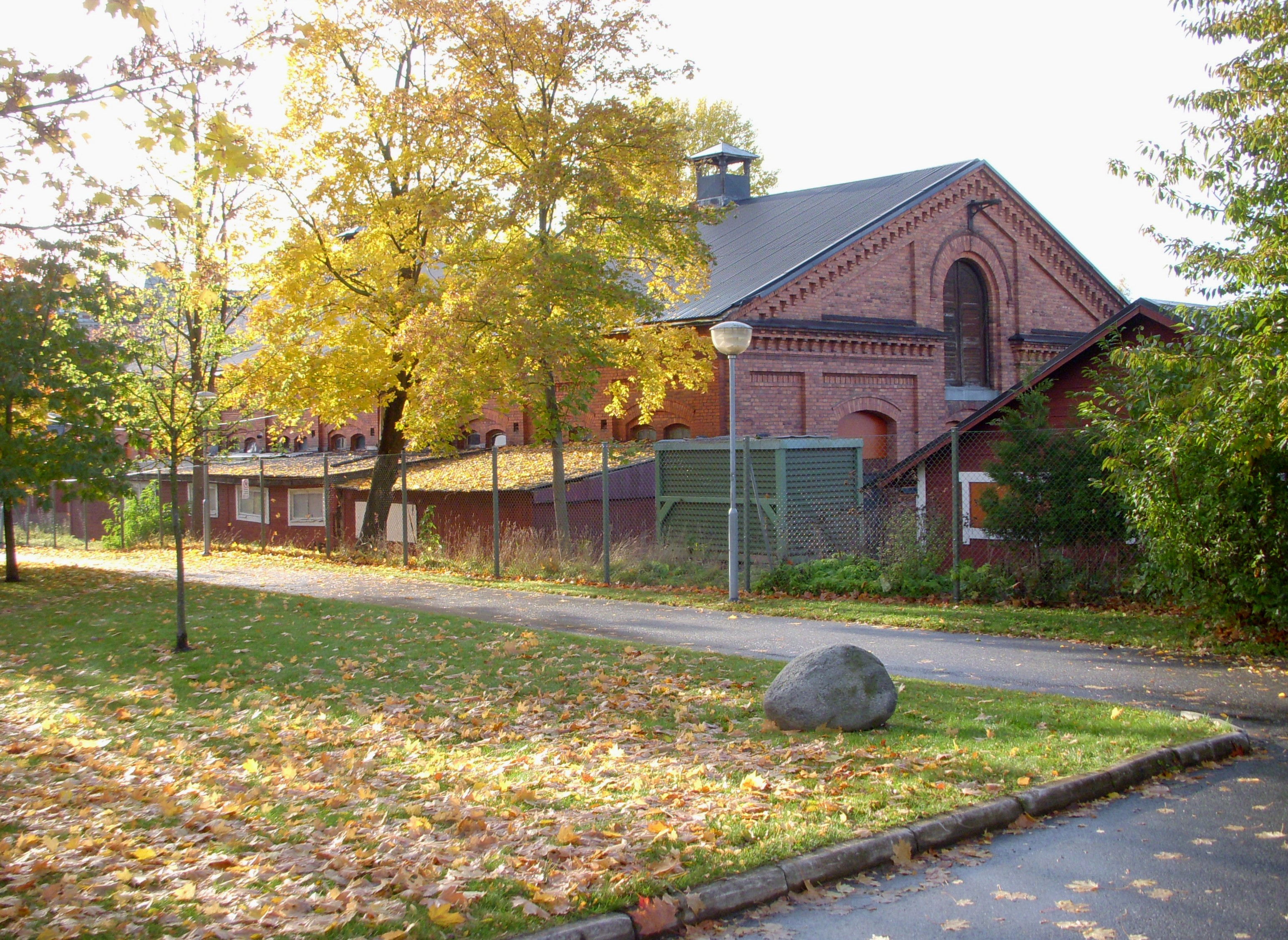
改建為圖書館前的舊馬厩。
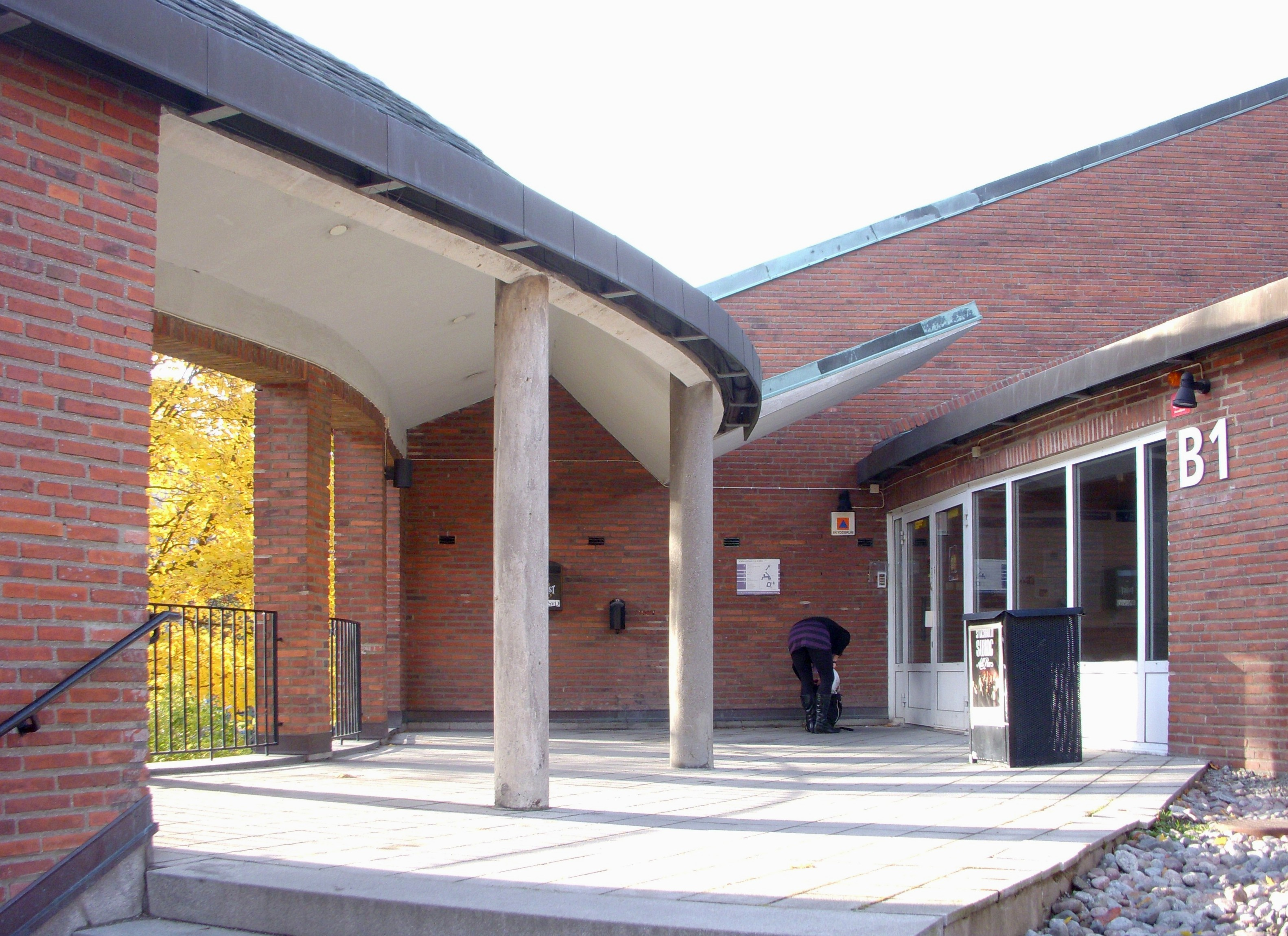
B棟（於2013年拆除）
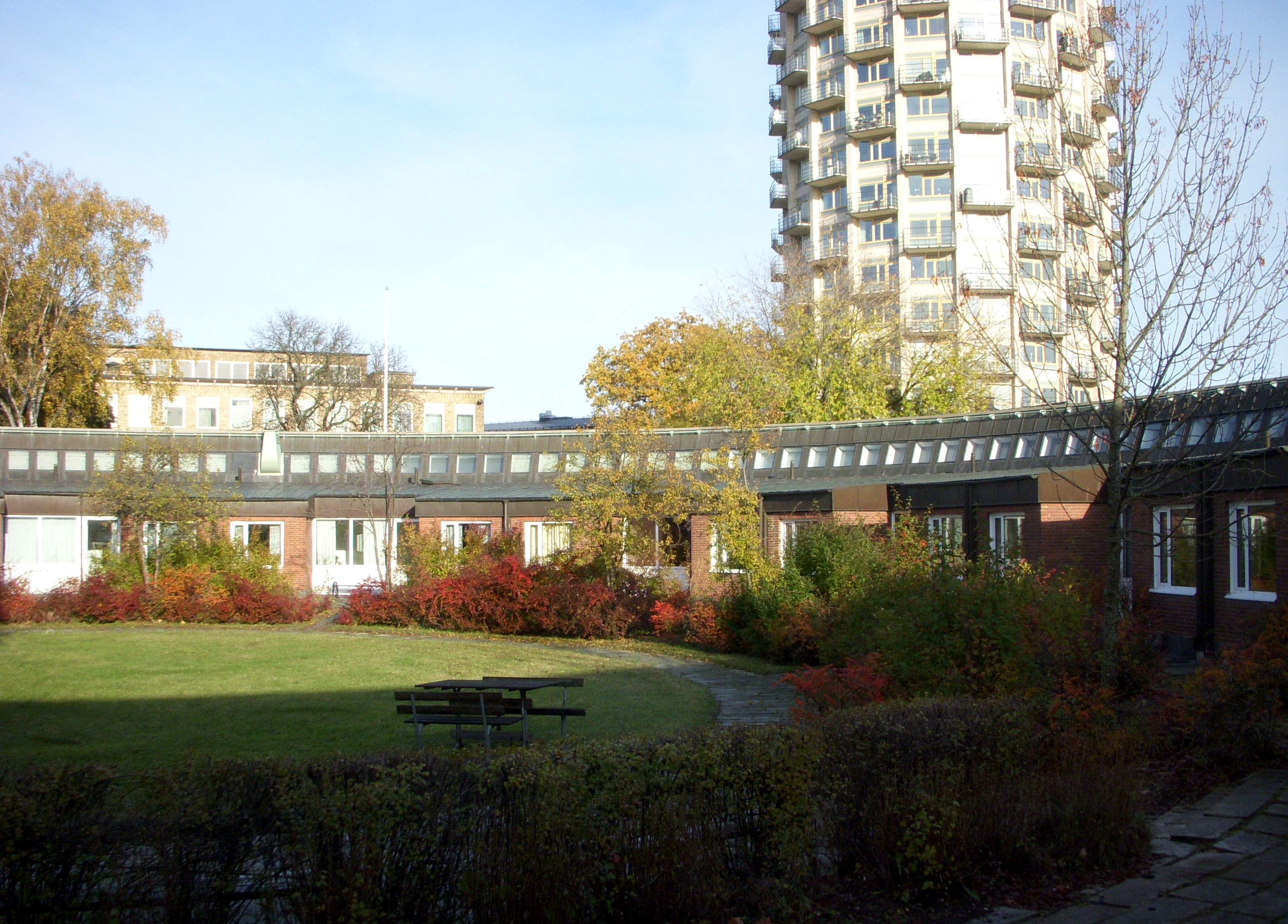
B棟庭院
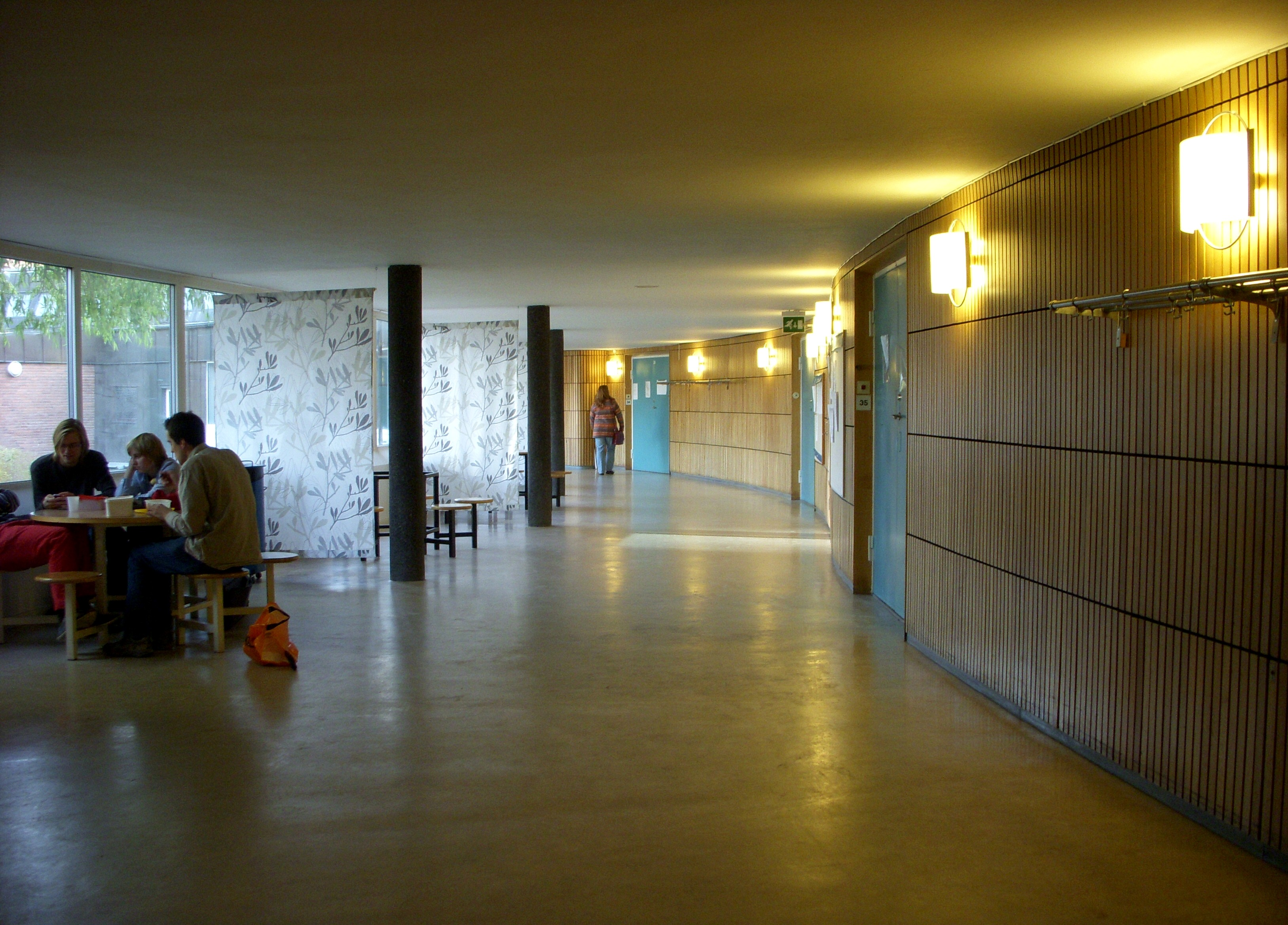
B棟內部

### 新校舍
考慮到現有場地不足以及隔音效果極差，缺乏良好接待觀眾的音樂廳設施，自2003年起，學校方面開始規劃新校舍的興建工程。瑞典建築事務所Akademiska Hus委託AIX Arkitekter負責開發和管理資產，並由跨國房地產公司NCC負責施工。首席建築師由託拜厄斯·羅斯伯格（Tobias Rosberg）和瑪格麗塔·卡爾斯特倫（Margareta Källström）擔任。
於2012年10月，Akademiska Hus宣布將於2013年展開校舍重建工程，計劃最遲在2016年完成音樂學院的擴建。新建音樂學院將在瓦爾哈拉路上設有主入口，並配備一個可容納550名觀眾的音樂廳。主建築將建造四層，並與現有的馬廄相連，後者將被改建為圖書館。
音樂學院的新校區於2016年完工。搬遷工作在2016年夏季進行，樂學院於2017年1月26日以盛大的慶典和持續四天的開幕慶祝活動正式揭幕。該綜合建築群由兩座新建築和一座現有建築組成：沿瓦爾哈拉路的金色玻璃建築和沿利丁戈瓦根路的附樓，其中包括1886年的建築遺址。新校舍另設有餐廳、圖書館、20個工作室和控制室、130個教學和練習室，以及四個公共音樂廳，並根據聲學和音色有著高度要求和不同的需求。此外，還設有100個行政、管理、儲藏、技術等房間。
新建的音樂學院被提名為2017年斯德哥爾摩年度建築之一。評審團評價該建築為「佔據重要位置的宏偉建築，同時使音樂學院及其重要內容更加開放給公眾。建築立面運用了韻律感和簡潔感，並帶有金邊裝飾。該設施巧妙地結合了新舊元素，尤其是將舊的馬厩建築整合得非常出色。」

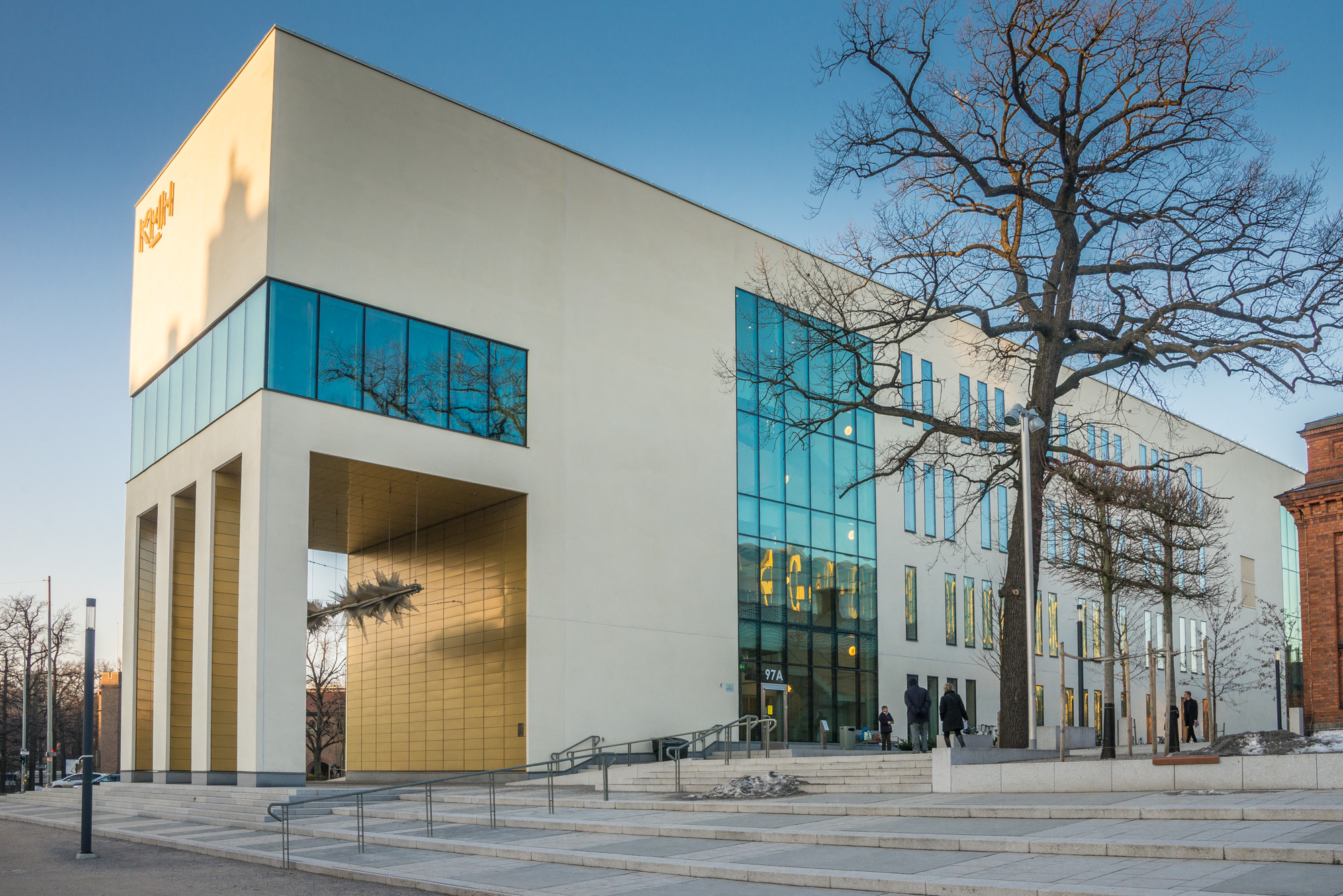
新校舍東側立面
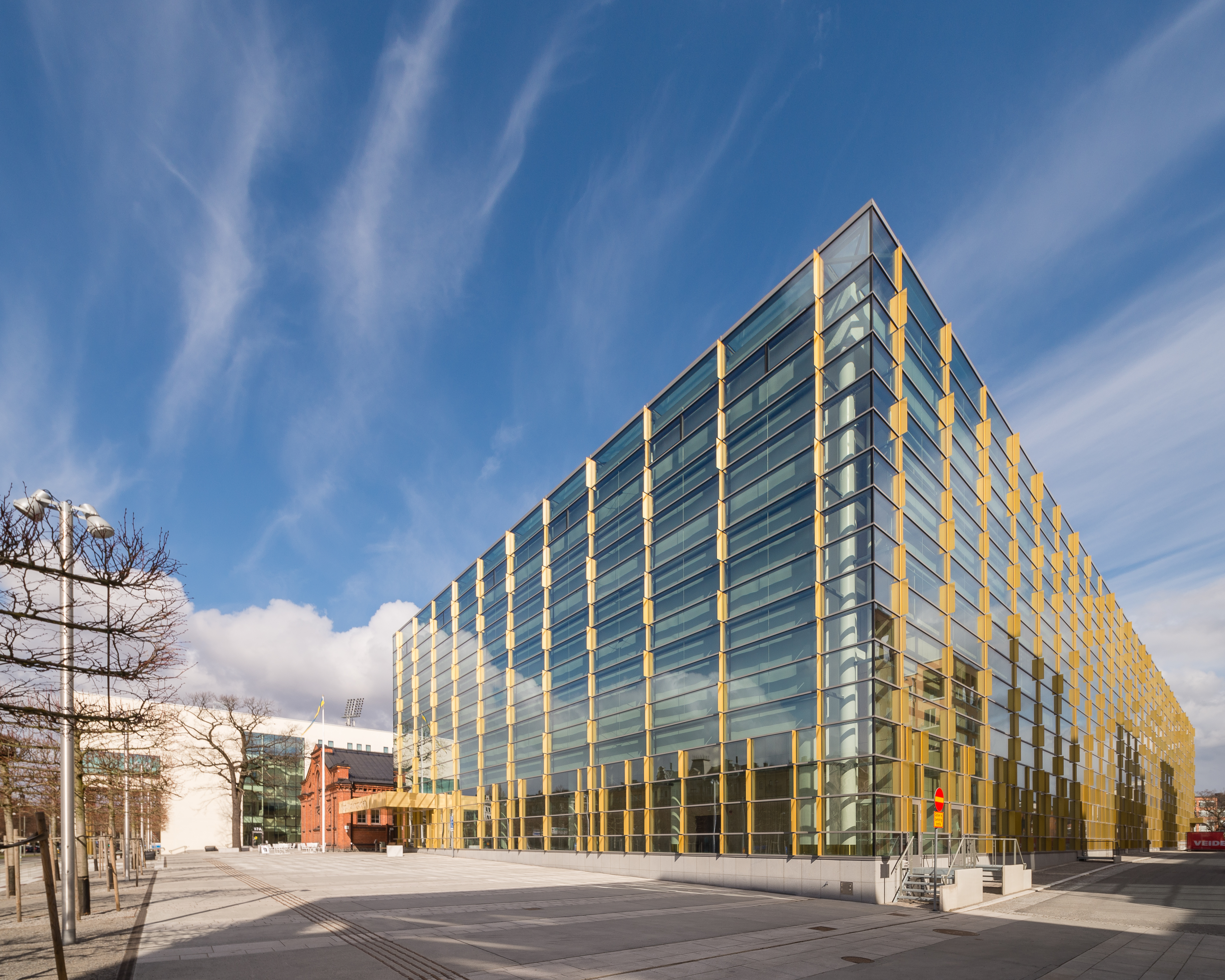
立面
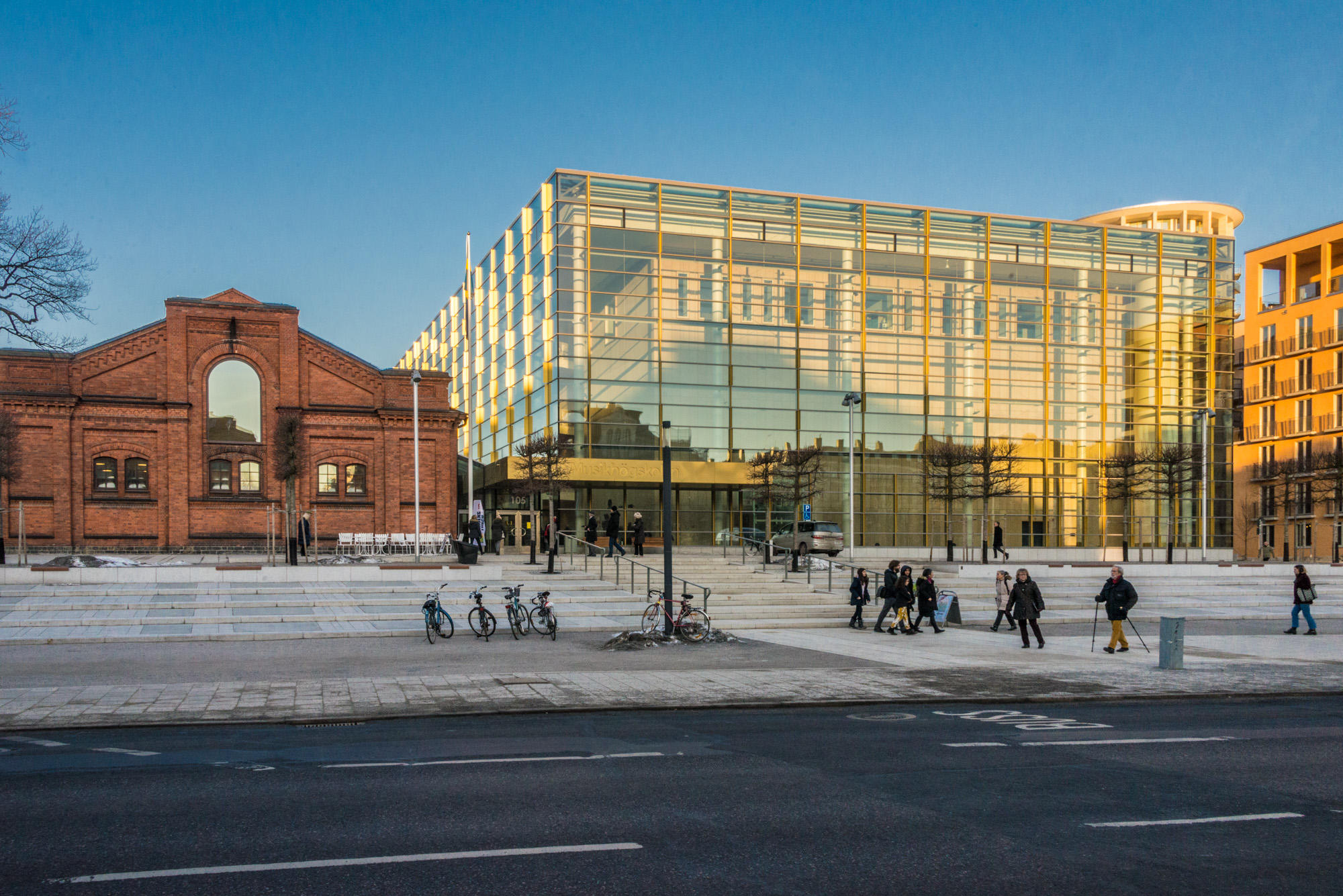
正門
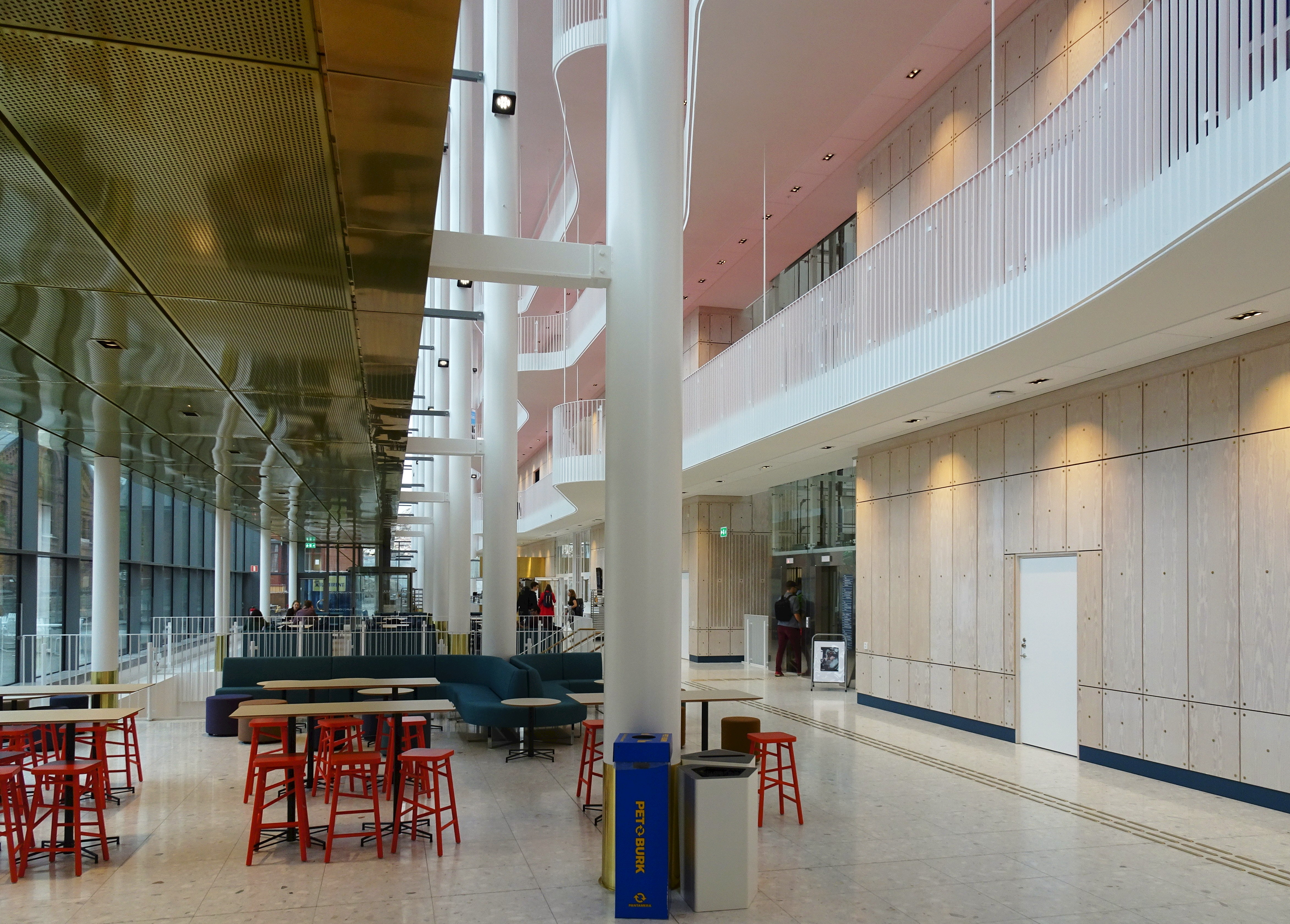
大廳
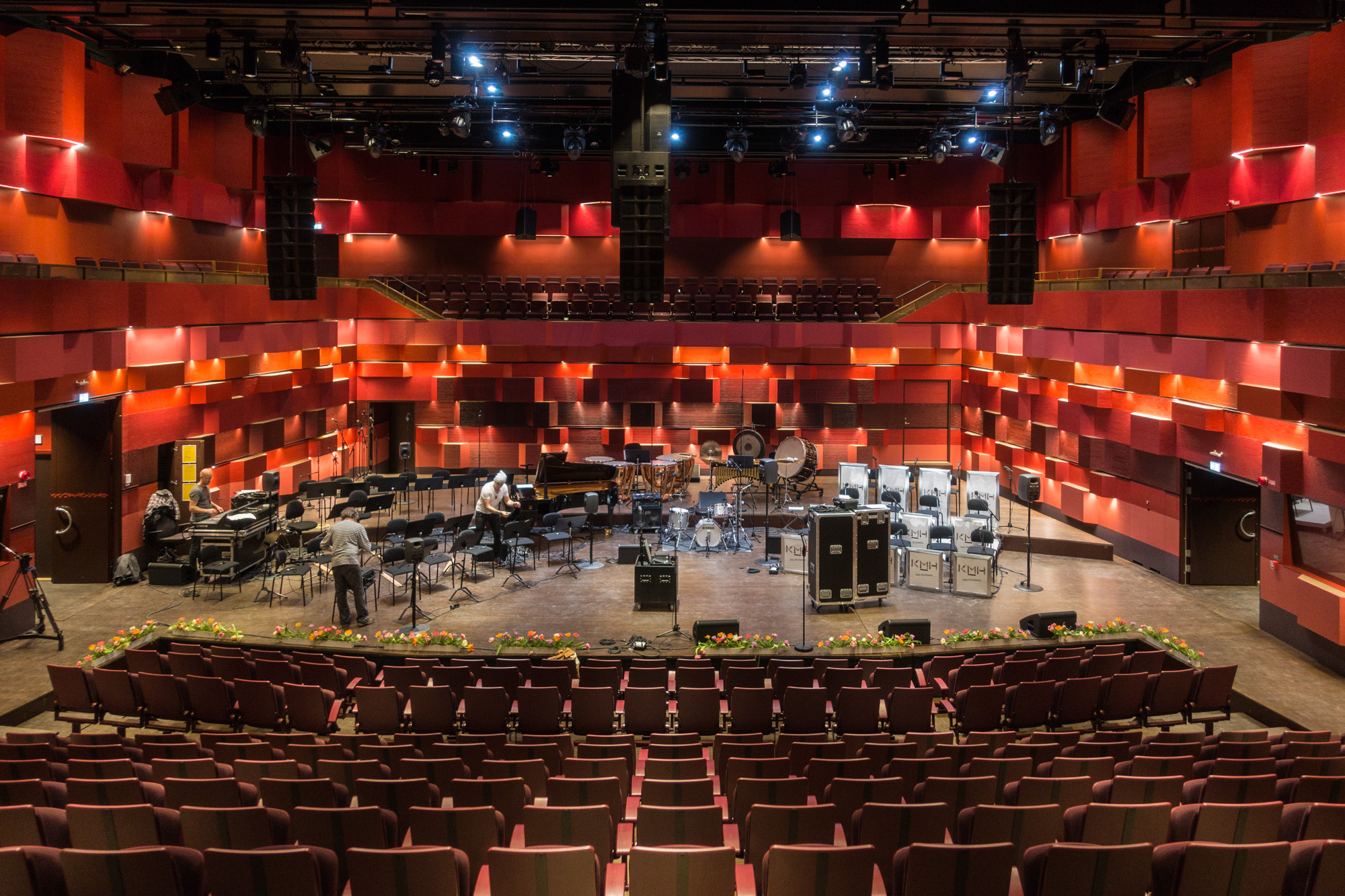
國王廳

## 知名校友

### 作曲家
- 雨果·阿尔文
- 安東·約爾根·安徒生（英语：Anton_Jörgen_Andersen）
- 納塔·內爾伯格（英语：Natanael_Berg）
- 維京·達爾（英语：Viking_Dahl）（皆畫家、作家）
- 贡纳德·弗鲁·梅里（英语：Gunnar de Frumerie）（皆鋼琴家）
- 哈拉爾德·弗里克洛夫（英语：Harald_Fryklöf）
- 魯德溫·葛瑞森
- 安德斯·希爾博格（英语：Anders_Hillborg）
- 雅各布·阿道夫·黑格（英语：Jacob_Adolf_Hägg）
- 漢娜·霍爾格森（英语：Hannah_Holgersson）
- 拉斯-埃里克·拉爾森（英语：Lars-Erik_Larsson）
- 魯本·利傑佛斯（英语：Ruben Liljefors）（皆指揮家）
- 尼爾斯·林德伯格（英语：Nils_Lindberg）（皆鋼琴家）
- 帕爾·林格倫（英语：Pär_Lindgren）
- 愛德華·麥奎爾（英语：Edward_McGuire_(composer)）
- 埃蘭·馮·科赫（英语：Erland_von_Koch）
- 奧托·奧爾森
- 卡琳·倫奎斯特（英语：Karin_Rehnqvist）
- 阿曼達·倫琴-邁爾（英语：Amanda_Röntgen-Maier）
- 阿科斯·羅茲曼（英语：Ákos_Rózmann）
- 揚·桑德斯特羅姆（英语：Jan_Sandström_(composer)）
- 斯文-大衛·桑德斯特羅姆（英语：Sven-David_Sandström）
- 卡爾烏南德沙林（英语：Carl_Unander-Scharin）
- 埃爾莎·斯圖爾特-伯格斯多姆（英语：Elsa_Stuart-Bergstrom）
- 托爾·烏普斯特倫（英语：Tore Uppström）（皆鋼琴家、作家）
- 阿道夫·維克倫德（英语：Adolf_Wiklund_(musician)）（皆指揮家）
- 達格·維倫（英语：Dag_Wirén）
- 久羅日夫·科維奇（英语：Đuro_Živković）
- 斯瓦尼·祖巴耶爾（英语：Swani_Zubayeer）

### 指揮家
- 赫伯特·布隆斯泰特
- 拉格納·博林（英语：Ragnar_Bohlin）
- 西克斯·滕埃林（英语：Sixten_Ehrling）
- 埃里克·埃里克森
- 尼爾斯·格雷維留斯（英语：Nils_Grevillius）
- 維羅尼·卡朴茨姆斯（英语：Veronika_Portsmuth）
- 帕特里克·林博格（英语：Patrik_Ringborg）
- 埃里克韋斯·特伯格（英语：Erik_Westberg）
- 尼克拉斯·威倫（英语：Niklas_Willén）
- 阿里爾·祖克曼（英语：Ariel Zuckermann）（也是長笛演奏家）

### 樂器演奏家
- 托爾·奧林（英语：Tor Aulin） 、小提琴家
- 卡羅·萊納艾克（英语：Carolina_Eyck） 、特雷門演奏者
- 弗雷德里克·福斯（英语：Fredrik Fors） 、單簧管演奏家
- 馬丁·弗羅斯特（英语：Martin Fröst）、單簧管演奏家
- 古斯塔夫·哈格（英语：Gustaf Hägg）、管風琴家和作曲家
- 大衛·休斯（英语：David_Hughes_(bass_player)）、貝司手
- 安娜·朗（英语：Anna_Lang_(harpist)）、豎琴師
- 英格麗·朗-法格斯特倫（英语：Ingrid Lang-Fagerström） 、豎琴師
- 克里斯汀·林伯格、長號獨奏家
- 阿爾夫·林德（英语：Alf_Linder） 、管風琴家
- 亨里克·林德（英语：Henrik_Linder）、 貝司手
- 安德斯·倫德加德（英语：Anders_Lundegård） 、薩克斯風管演奏家
- 艾倫·尼斯貝斯（英语：Ellen_Nisbeth） 、中提琴手
- 米卡波·約拉（英语：Mika Pohjola） 、爵士鋼琴家和作曲家
- 莫妮卡·拉莫斯（英语：Monica_Ramos） 、豎琴師
- 馬庫斯·桑德倫（英语：Markus_Sandlund） 、大提琴家
- 斯塔凡·謝亞（英语：Staffan Scheja） 、鋼琴家
- 埃斯比約恩·斯文森（英语：Esbjörn Svensson） 、爵士鋼琴家和爵士樂隊Esbjörn Svensson Trio（英语：Esbjörn Svensson Trio）的創始人
- 安德烈亞斯·奧伯格（英语：Andreas Öberg） 、爵士吉他手
- 安德烈亞斯·約翰遜（英语：Narnia_(band)） 、納尼亞樂隊與皇家狩獵的鼓手

### 歌手
- 佩尼拉·安德森（英语：Pernilla Andersson） 、歌手和詞曲作者
- 瑪格麗塔·本特森（英语：Margareta Bengtson） 、女高音和真實之聲（英语：The Real Group）的創始成員
- 尤西·比約林（英语：Jussi_Björling） 、男高音
- 塞爾瑪·艾克（英语：Selma Ek） 、女高音
- 瑪蓮娜·恩曼、女高音
- 約翰·福塞爾（英语：John_Forsell） 、男中音
- 艾倫古爾·布蘭森（英语：Ellen_Gulbranson） 、女高音
- 哈坎·哈格加德（英语：Håkan Hagegård） 、男中音
- 彼得·喬巴克（英语：Peter Jöback） 、歌手和音樂藝術家
- 索菲亞·卡爾森（英语：Sofia Karlsson） 、民謠歌手
- 倫納德·拉巴特（英语：Leonard_Labatt） 、男高音
- 彼得·馬太（英语：Peter Mattei）
- 克斯汀·邁耶（英语：Kerstin Meyer） 、女中音
- 比尔吉特·尼尔森
- 安妮·索菲·冯·奥特
- 蘇珊娜·萊登（英语：Susanne_Rydén） 、女高音
- 伊麗莎白·索德斯特倫（英语：Elisabeth_Söderström） 、女高音
- 克斯汀·托博格（英语：Kerstin Thorborg） 、女中音
- 莉娜·維勒馬克（英语：Lena Willemark） 、民謠歌手

### 其他
- 拉斯穆斯·弗萊舍（英语：Rasmus Fleischer），瑞典歷史學家、音樂家、自由記者和辯手
- 埃爾莎·斯圖爾特-伯格斯多姆（英语：Elsa Stuart-Bergstrom），作家和音樂評論家

## 外部連結
维基共享资源上的相關多媒體資源：斯德哥爾摩皇家音樂學院
- 官方網站 （页面存档备份，存于）